# Правохеттінський
Правохе́ттінський (рос. Правохеттинский) — селище у складі Надимського району Ямало-Ненецького автономного округу Тюменської області, Росія. Адміністративний центр та єдиний населений пункт Правохеттінського сільського поселення.
Населення — 1192 особи (2017, 1325 у 2010, 1515 у 2002).
Національний склад станом на 2002 рік: росіяни — 71 %.